# 대한민국의 기상청장
기상청장(氣象廳長)은 기상청을 대표하는 직위로, 차관급 정무직공무원으로 보한다.

## 임명
- 기상청장은 대통령이 임명한다.

## 역할
- 각 행정기관의 장은 소관사무를 통할하고 소속공무원을 지휘·감독한다.
- 기상청장은 기상에 관한 사무를 관장한다.

## 역대 청장

### 국립중앙관상대장
| 정부      | 대수 | 이름           | 임기                            | 비고     |
| --------- | ---- | -------------- | ------------------------------- | -------- |
| 제1공화국 | 초대 | 이원철(李源喆) | 1949년 11월 3일~1961년 5월 30일 | 1급 상당 |
| 제2공화국 | 2대  | 국채표(鞠採表) | 1961년 9월 11일~1963년 2월 11일 |          |

### 중앙관상대장
| 정부      | 대수           | 이름                          | 임기                            | 비고     |
| --------- | -------------- | ----------------------------- | ------------------------------- | -------- |
| 제3공화국 | 1대            | 국채표(鞠採表)                | 1963년 2월 12일~1967년 7월 24일 |          |
| 제3공화국 | -              | 김종구(金鍾求)                | 1967년 7월 28일~1968년 2월 28일 | 직무대행 |
| 제3공화국 | 2대            | 양인기(楊寅祺)                | 1968년 10월 10일~1980년 7월 8일 |          |
| 제4공화국 | 2대            | 양인기(楊寅祺)                | 1968년 10월 10일~1980년 7월 8일 |          |
| 3대       | 김진면(金鎭冕) | 1980년 8월 7일~1982년 1월 1일 |                                 |          |
| 3대       | 김진면(金鎭冕) | 1980년 8월 7일~1982년 1월 1일 | 제5공화국                       |          |

### 중앙기상대장
| 정부        | 대수 | 이름           | 임기                             | 비고 |
| ----------- | ---- | -------------- | -------------------------------- | ---- |
| 제5공화국   | 1대  | 김진면(金鎭冕) | 1982년 1월 1일~1983년 3월 10일   |      |
| 제5공화국   | 2대  | 손형진(孫亨珍) | 1983년 3월 11일~1988년 3월 29일  |      |
| 노태우 정부 | 3대  | 박용대(朴容大) | 1988년 3월 30일~1990년 12월 26일 |      |

### 기상청장
| 정부        | 대수           | 이름                             | 임기                             | 비고     |
| ----------- | -------------- | -------------------------------- | -------------------------------- | -------- |
| 노태우 정부 | 1대            | 박용대(朴容大)                   | 1990년 12월 27일~1993년 3월 11일 |          |
| 김영삼 정부 | 2대            | 봉종헌(奉鍾憲)                   | 1993년 3월 12일~1997년 7월 27일  |          |
| 김영삼 정부 | 3대            | 문승의(文勝義)                   | 1997년 7월 28일~2000년 12월 28일 |          |
| 김대중 정부 | 3대            | 문승의(文勝義)                   | 1997년 7월 28일~2000년 12월 28일 |          |
| 4대         | 안명환(安明煥) | 2000년 12월 29일~2004년 9월 30일 |                                  |          |
| 4대         | 안명환(安明煥) | 2000년 12월 29일~2004년 9월 30일 | 노무현 정부                      |          |
| 5대         | 신경섭(申慶燮) | 2004년 10월 1일~2006년 1월 31일  | 차관급으로 격상                  |          |
| 6대         | 이만기(李萬基) | 2006년 2월 1일~2008년 3월 6일    |                                  |          |
| 이명박 정부 | 7대            | 정순갑(鄭淳甲)                   | 2008년 3월 7일~2009년 1월 19일   |          |
| 이명박 정부 | 8대            | 전병성(全炳成)                   | 2009년 1월 20일~2011년 2월 8일   |          |
| 이명박 정부 | 9대            | 조석준(趙錫俊)                   | 2011년 2월 9일~2013년 3월 17일   |          |
| 박근혜 정부 | 10대           | 이일수(李一秀)                   | 2013년 3월 18일~2013년 8월 30일  |          |
| 박근혜 정부 | -              | 조주영(曺珠英)                   | 2013년 8월 30일~2013년 9월 26일  | 직무대행 |
| 박근혜 정부 | 11대           | 고윤화(高允和)                   | 2013년 9월 26일~2017년 7월 17일  |          |
| 문재인 정부 | 12대           | 남재철(南在哲)                   | 2017년 7월 18일~2018년 8월 26일  |          |
| 문재인 정부 | 13대           | 김종석(金宗錫)                   | 2018년 8월 27일~2020년 1월 1일   |          |
| 문재인 정부 | 14대           | 박광석(朴光錫)                   | 2020년 1월 2일~2022년 6월 21일   |          |
| 윤석열 정부 | 15대           | 유희동(兪熺東)                   | 2022년 6월 22일~2024년 6월 30일  |          |
| 윤석열 정부 | 16대           | 장동언(張東彦)                   | 2024년 7월 1일~2025년 8월 13일   |          |
| 이재명 정부 | 17대           | 이미선(李美善)                   | 2025년 8월 13일~                 |          |

## 같이 보기
- 기상청
- 기상청 차장